# Came (cinéma)
Pour les articles homonymes, voir Came.
La came est la pièce mécanique essentielle des caméras argentiques avec lesquelles leurs inventeurs ont réussi à obtenir une suite de photogrammes enregistrant sur l’une des faces d’un support linéaire, enduite de produit photosensible, les photographies, obtenues selon le vocable actuel, en rafale, d’un sujet dont le mouvement peut être ensuite reconstitué devant un public. Cette pièce se trouve aussi bien dans la caméra Kinétographe de Thomas Edison et de son assistant William Kennedy Laurie Dickson, sous la forme d’une came à rochet, que dans la caméra Cinématographe de Louis Lumière, sous la forme d’une came excentrique ou d'une came de Reuleaux, et que dans le chronophotographe de Georges Demenÿ, sous la forme d’une came battante.

## Description des différentes cames

### Came à rochet (kinétographe)
Le kinétographe, imaginé par Edison et mis au point par Dickson, utilise une pellicule de 35 mm de large, découpée dans le ruban souple et transparent, en nitrate de cellulose, inventé en 1888 par l'Américain John Carbutt, que les usines de l'industriel George Eastman — qui deviendront plus tard  Kodak — met sur le marché dès 1889 en longues bandes de 70 mm de large. Ce support, imaginé au départ pour la photographie, donc entièrement lisse, est censé défiler à une relative grande vitesse : environ 1 pied par seconde, soit environ 30 cm. Mais surtout, il doit interrompre ce déplacement quelque 12 à 18 fois par seconde afin de s’immobiliser derrière l’objectif dans le cadre d’une fenêtre de prise de vues, repartir aussitôt afin de libérer la place pour impressionner un autre instantané.

L'échappement de la came à rochet fonctionnait comme celui-ci, utilisé en horlogerie.

Pour cette opération délicate, Edison, qui a été dans sa jeunesse un habile opérateur du télégraphe électrique, reprend le principe des perforations qui permettent au ruban de papier du télégraphe de se déplacer au fur et à mesure que s’inscrit le texte. Il décide de disposer sur l’un des bords du ruban de 19 mm de large, une rangée de perforations rectangulaires à bords arrondis, qui permettent le défilement de la pellicule par l’intermédiaire de tambours dentés, dont l’un est entraîné par intermittence à l’aide d’un cliquet, ou roue à rochet, qui bloque et libère alternativement la bande au moment où elle passe derrière la fenêtre de prise de vues.
« Kinétographe (en grec, écriture du mouvement) : caméra de l’Américain Thomas Edison, brevetée le 24 août 1891, employant du film perforé 35 mm et un système d’avance intermittente de la pellicule par « roue à rochet ». »
Au cours des premiers essais, la pellicule de 19 mm de large défile à l’horizontal et ses photogrammes sont circulaires (¹⁄₂ pouce de diamètre, soit environ 13 mm). C’est avec ce format que William Kennedy Laurie Dickson et William Heise, les assistants d'Edison, enregistrent l'un des premiers films du cinéma : Dickson Greeting (Le Salut de Dickson).
Les résultats, bien qu’imparfaits, encouragent les inventeurs qui augmentent la largeur de la pellicule, en coupant en deux le ruban Eastman de 70 mm de large, soit deux rouleaux de 35 mm de large, qu’ils perforent de chaque côté à raison de 4 perforations rectangulaires, pour un défilement qui, cette fois, se fait verticalement et toujours avec la came à rochet pour assurer l’entraînement intermittent du film. « Edison fit accomplir au cinéma une étape décisive, en créant le film moderne de 35 mm, à quatre paires de perforations par image. »
Dickson, ingénieur électricien, recevait d’Edison des schémas très sommaires et devait ensuite étudier en détail la fabrication d’un prototype. Le kinétographe fonctionne avec l'énergie électrique, secteur ou batterie. L’alternance des effets de deux électroaimants disposés de part et d’autre d'une sorte d'ancre d'horlogerie libère ou interrompt la rotation du tambour denté qui fait ainsi avancer la pellicule d’un pas de photogramme à un autre, dix-huit fois par seconde, voire plus.

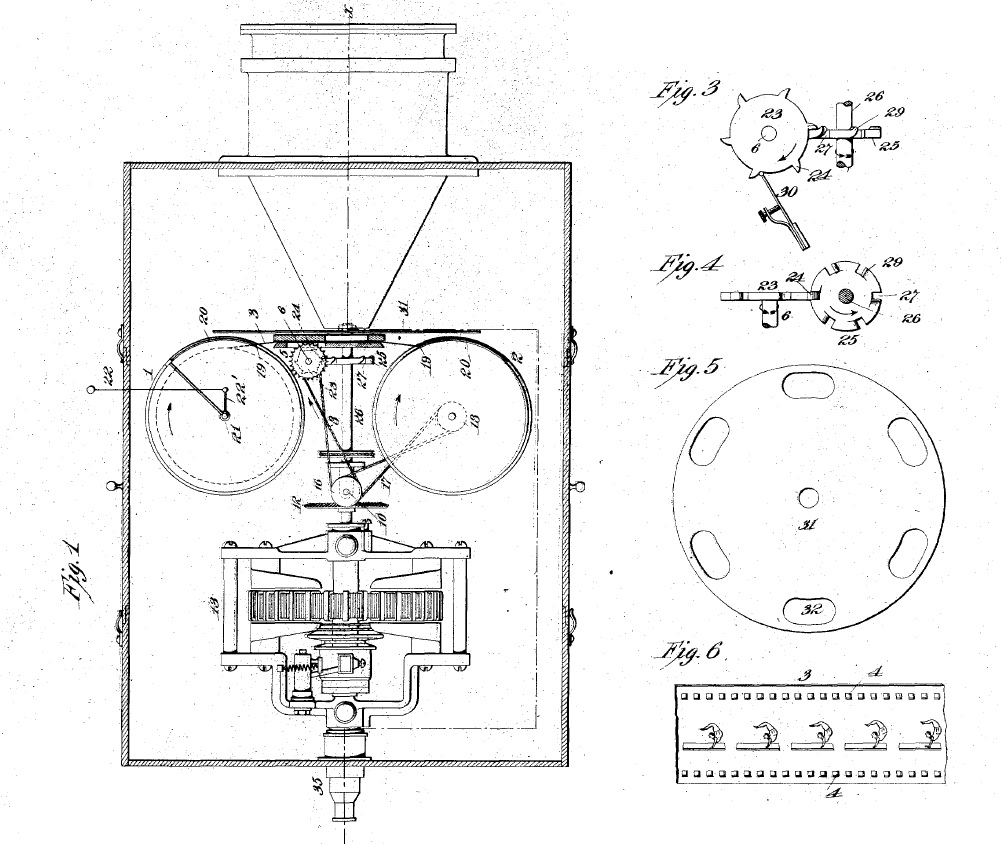
Mécanisme du kinétographe à manivelle. Fig 3 et 4 : la came à rochet et le débiteur denté. Fig 5 : l'obturateur.

Ce système malmenait la fragile pellicule à cause des à-coups du tambour rotatif, bloqué brutalement puis relâché tout aussi brutalement. Dans son glossaire du catalogue des appareils de la Cinémathèque, Laurent Mannoni écrit cette phrase étonnante à propos des tambours utilisés aussi bien dans les caméras que dans les appareils de projection argentiques : « … une machine à détruire la pellicule, lentement, mais sûrement, au fur et à mesure de ses passages. »
Autre conséquence, qui influença le choix des sujets filmés par Dickson et l’obligea à éviter de tourner en extérieurs naturels, la came à rochet, qui s’apparente aussi aux modernes télérupteurs électromécaniques, nécessite une alimentation pour actionner les électroaimants de la came, et le moteur électrique actionnant par friction les débiteurs dentés. Le kinétographe est donc une caméra encombrante, peu maniable, et dépendante d’un branchement sur le secteur ou sur d’imposants accumulateurs électriques.
Face au succès et à la concurrence de la caméra Cinématographe de Louis Lumière, et notamment de ses vues prises en plein air, Edison fait modifier le kinétographe et le dote d'une manivelle, le système reste cependant tout aussi brutal, la came à rochet est toujours présente. La première caméra du cinéma tombera très vite en désuétude.
Le kinétographe n'existe plus que sous la forme d'une reconstitution présentée au Musée Henry Ford (Henry Ford Museum and Greenfield Village), dans l'État du Michigan.

### Came excentrique ou came de Reuleaux (cinématographe)
Les frères Lumière n’avaient jamais vu auparavant un kinétoscope Edison mais leur père, Antoine, assista à une démonstration de la machine à visionner les films, lors d’un séjour à Paris durant l’été 1894. Il revint à Lyon, « émerveillé par le Kinétoscope d'Edison », porteur d’un fragment de pellicule 35 mm perforée que les envoyés de l’inventeur américain lui avaient donné. « En se penchant sur la lucarne du kinétoscope, en visionnant solitairement les images mouvementées de cette nouvelle "boîte mystérieuse", le voyeur-spectateur découvre les premiers films de fiction, les premiers documentaires, films historiques, comiques, érotiques, dramatiques. » Antoine Lumière persuada ses fils de concentrer leurs recherches sur la mise au point d’un appareil capable de concurrencer le duo kinétographe-kinétoscope. Le 26 décembre 1894, on put lire dans le journal Le Lyon républicain, que les frères Lumière « travaillent actuellement à la construction d’un nouveau kinétographe, non moins remarquable que celui d’Edison et dont les Lyonnais auront sous peu, croyons-nous, la primeur ». La machine d'Edison-Dickson était ainsi clairement désignée comme technique préexistante.
Pourtant, les choix de Louis Lumière, principal artisan de la création du cinématographe, sont partis dans une direction différente. Aux yeux d’Edison, l’invention de la première caméra du cinéma n’était pas un but final. Il rêvait de trouver une technique permettant d’enregistrer ensemble le son et l’image« On pourrait ainsi assister à un concert du Metropolitan Opera cinquante ans plus tard, alors que tous les interprètes auraient disparu depuis longtemps. » Tous les efforts de son équipe étaient donc dirigés vers cette découverte qui ne vint jamais, mais de ce fait, il accumula un retard dans la conception définitive d’une machine de diffusion de l’image par projection, ce qui ne lui posait pourtant aucun problème technique insurmontable mais provoqua le départ de Dickson, fervent partisan de la projection.

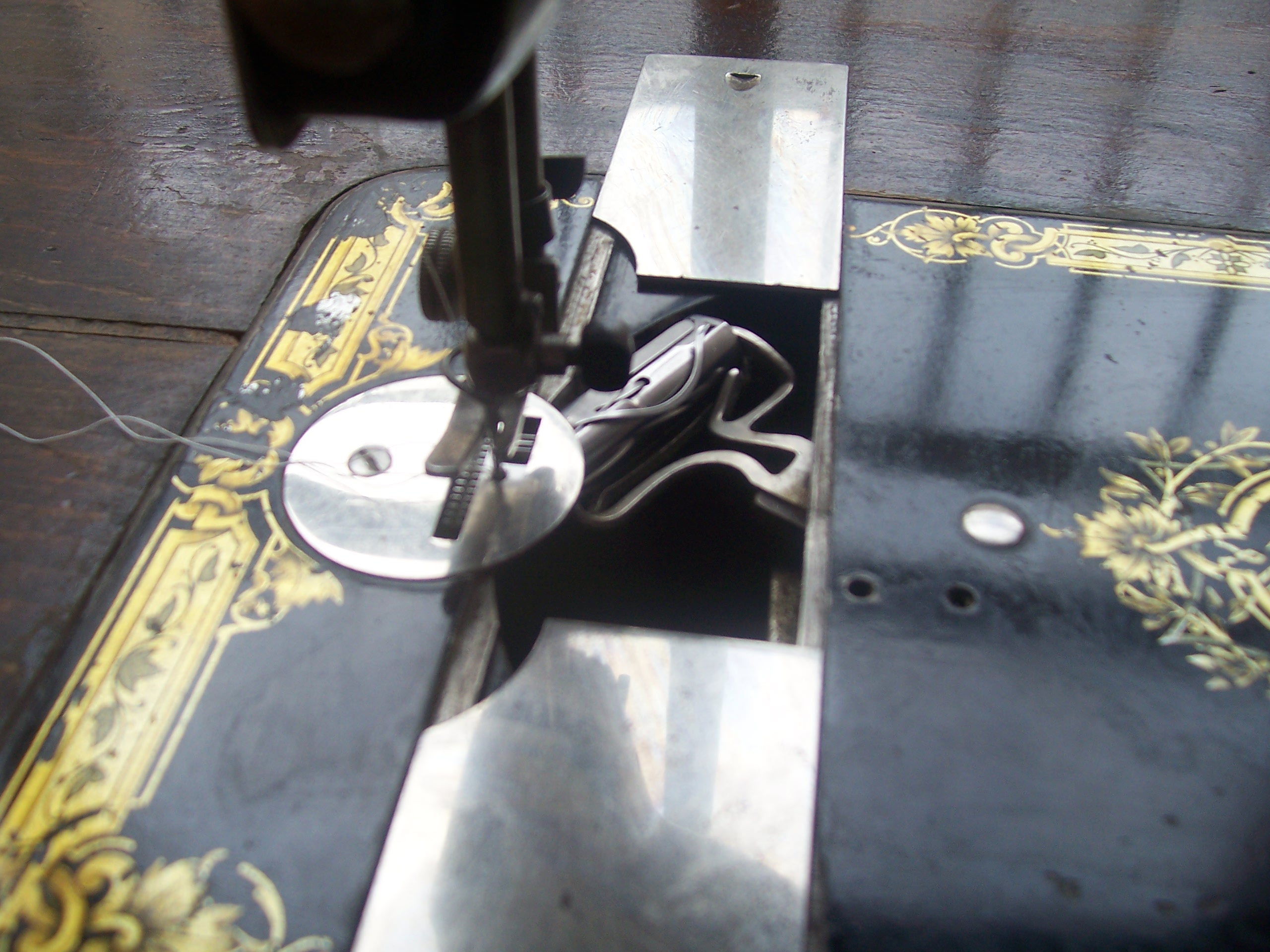
Machine à coudre : griffes d’entraînement du tissu sous le pied de biche (en forme de rangée de dents)

Sur ce point, la famille Lumière, que l’enregistrement du son ne tracassait pas, sut pousser la recherche plus loin en adoptant la projection sur grand écran que le père avait pu admirer lors d’une séance du Théâtre optique d’Émile Reynaud, à laquelle il avait assistée lors de son voyage à Paris. L’idée d’un mécanisme original vint à Louis en s’inspirant de la technologie des machines à coudre. En effet, le passage d’un point de couture exécuté au suivant, est obtenu par un mouvement du tissu sous le pied-de-biche et l'aiguille, grâce à une pièce en forme de rangée de dents qui émerge à la surface du plan de travail après que le mécanisme principal (aiguille et crochet rotatif) a exécuté une boucle avec les fils, et déplace par friction le tissu d’une longueur de point de couture, puis s’efface sous le plan de travail tout en revenant à sa position initiale, prête à déplacer de nouveau le tissu une fois la boucle suivante obtenue.
C’est le même système d’entraînement par friction qui est utilisé au début dans le premier prototype du cinématographe, mais n’apporte apparemment pas de bons résultats puisque dès le second prototype, les frères Lumière comprennent pourquoi les films Edison sont dotés de perforations d’entraînement. À leur tour, ils perforent leur support sur chaque bord, mais, pour ne pas entrer en contrefaçon avec le film Edison, ils ne dotent leur pellicule du même format 35 mm que d’une unique perforation ronde sur chaque bord d’une image.

Came de Reuleaux et griffes Lumière, perforations rondes. Non représentés sur l'animation : un bras porteur de deux rampes, tournant avec la came, réalise l'enfoncement des deux griffes et leur retrait.

Cette fois, une double griffe ronde pénètre dans les perforations, poussée par la rampe d’un disque rotatif. Cette double griffe est mise en mouvement vertical au moyen d’un cadre actionné par une came en forme de triangle arrondi ; elle déplace ainsi la pellicule d’un pas de perforation. Une deuxième rampe du disque rotatif, opposée à la première, sort les griffes des perforations en les faisant reculer. La pellicule, immobilisée derrière l’objectif, impressionne alors un photogramme. La double griffe pénètre à nouveau dans les perforations et déplace encore une fois la pellicule. Le cycle complet est répété 16 à 18 fois par seconde. La caméra Cinématographe, tout comme la caméra Kinétographe, possède un obturateur à disque mobile qui empêche la lumière de passer quand la pellicule se déplace. Au moment du déplacement, seules les perforations qui encadrent l’image impressionnée, subissent la violence du déplacement, alors que le tambour intermittent du kinétographe actionne en même temps les perforations de plusieurs images, mais surtout, le dessin même de la came de Reuleaux  provoque un déplacement adouci par une accélération progressive — mais ultra-rapide ! — à partir de l’arrêt de la pellicule. « De tous les appareils, le Cinématographe Lumière fut sans aucun doute le plus performant ». La double griffe mue par came de Reuleaux, qui respecte l’intégrité de la pellicule, est en effet une amélioration fondamentale du procédé Edison qu’elle va supplanter sous de multiples formes.
En revanche, le film Lumière à un jeu de perforations rondes par photogramme est plus fragile que le film Edison et « comme les Lumière connaissent des difficultés pour imposer leur pellicule 35 mm à perforations rondes, deux modèles de leur projecteur sont fabriqués : l'un pour les films Lumière, l'autre pour les films à « perforation américaine » (4 trous de chaque côté de l'image). »
Finalement, la société abandonnera définitivement les perforations rondes Lumière pour utiliser la pellicule Edison à quatre jeux de perforations par photogramme, qui sera adoptée mondialement par tous les cinéastes dès le début du XXe siècle.

### Came battante (chronophotographe)

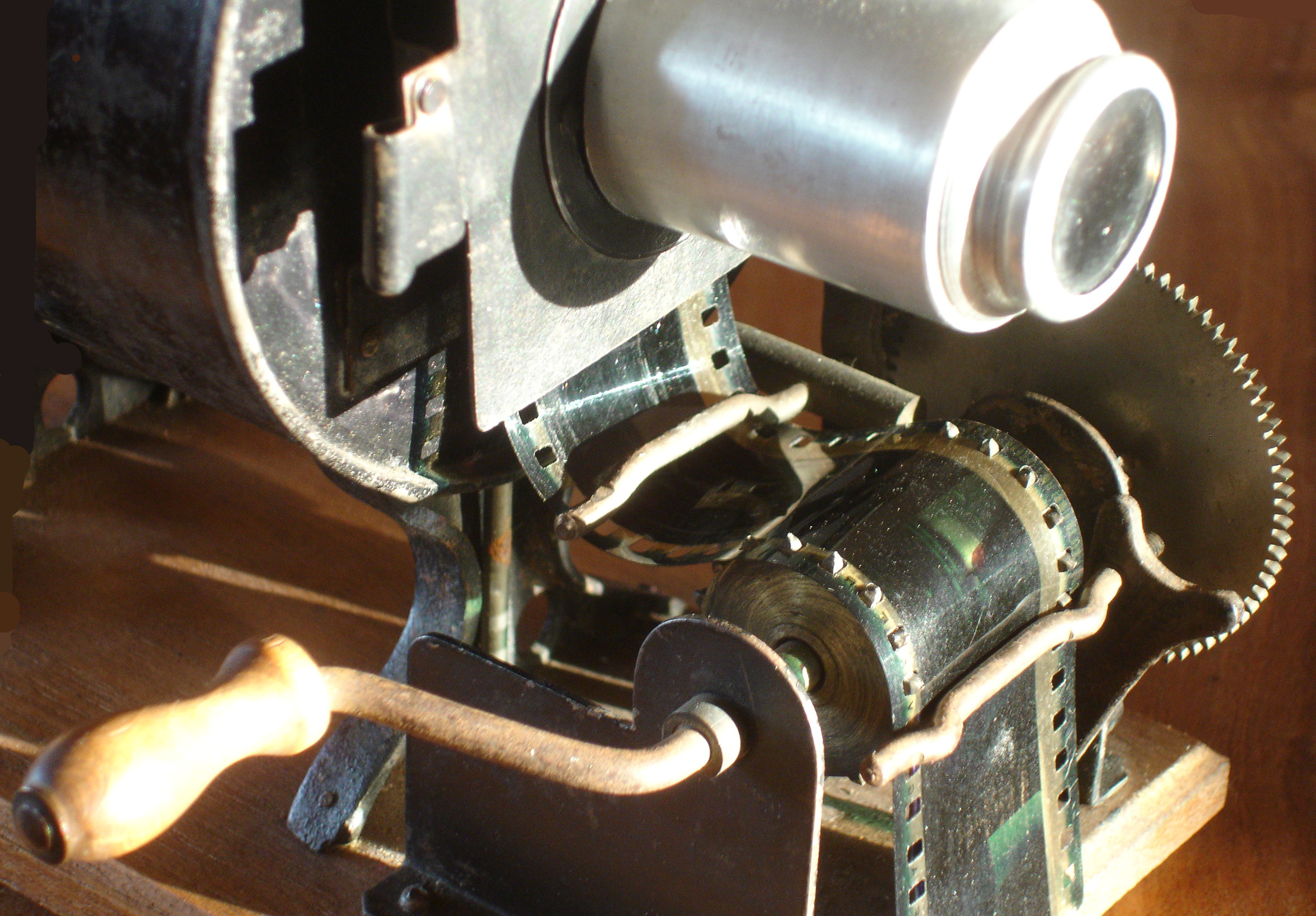
Came battante en position haute, sur un projecteur de films 35mm à perforations Edison

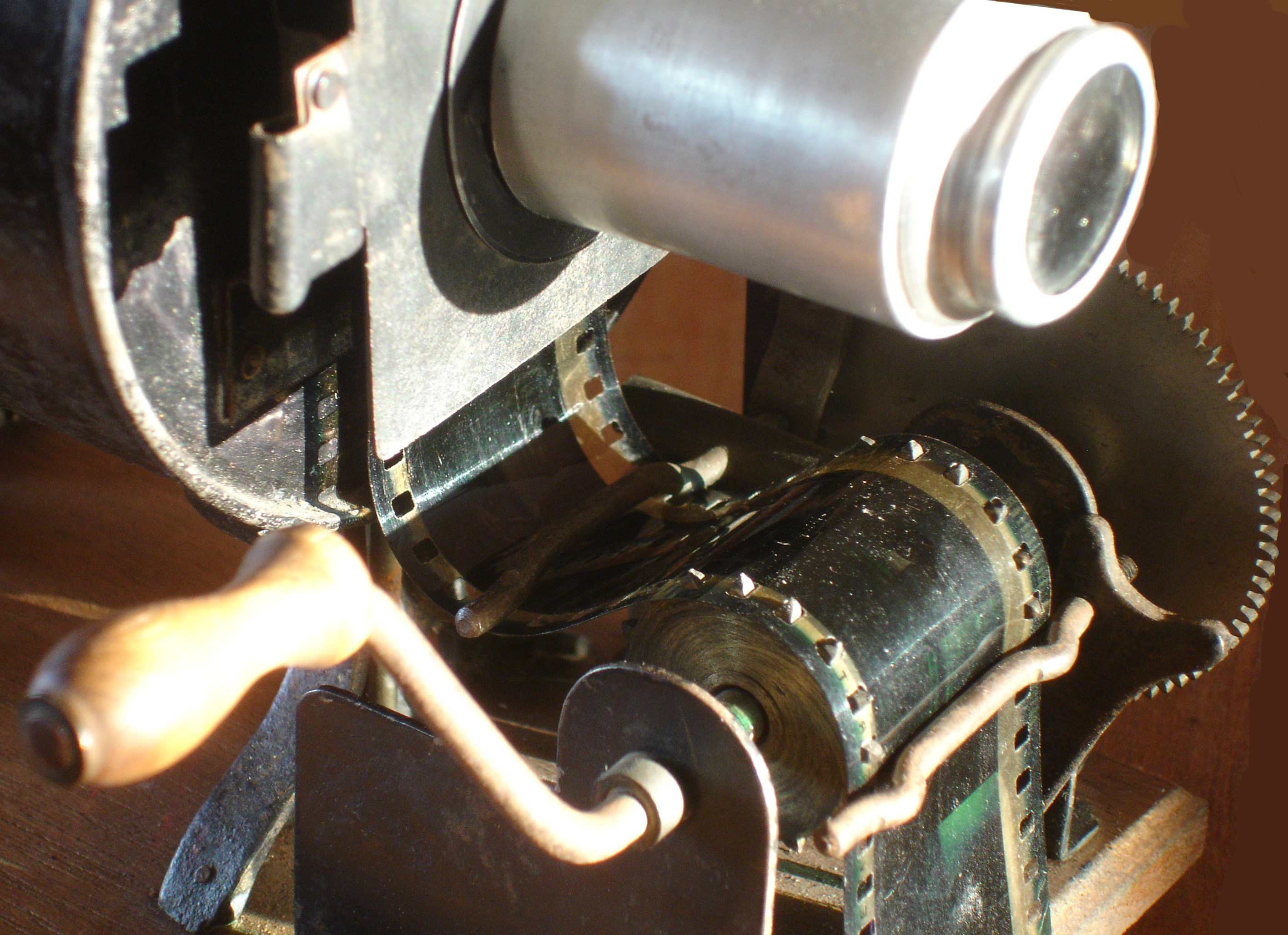
Came battante en position basse

En engageant Georges Demenÿ, le physiologiste Étienne-Jules Marey fit le meilleur des choix car son assistant se révéla des plus imaginatifs. Il inventa ainsi le Chronophotographe Demenÿ, de 1892 à 1894, dont Léon Gaumont fit l’acquisition en 1896 en le rebaptisant caméra Gaumont Biographe pour l'appareil de prise de vues, et Bioscope pour l'appareil de projection. Demenÿ croyait en l’avenir commercial des découvertes de Marey auxquelles il participait. Pour sa part, Marey ne considérait que l’aspect de démonstration scientifique des photos en rafale qu’il prenait pour analyser des mouvements physiologiques ou des phénomènes chimiques trop rapides pour être perçus correctement à l’œil nu. « Le cinéma ne doit presque rien à l'esprit scientifique... Il est significatif que Marey ne s'intéressait qu'à l'analyse du mouvement, nullement au processus inverse qui permettait de le recomposer. » Georges Demenÿ, contrairement à Marey, s’intéressait au phénomène inverse, celui de la reconstitution du mouvement en tant que spectacle. Cette divergence d’intérêt allait d’ailleurs provoquer la séparation des deux chercheurs en 1894.
Tout comme le kinétographe et le cinématographe, la machine de Demenÿ utilise le ruban souple et transparent de John Carbutt, large de 70 mm, que les usines Eastman produisent pour les professionnels de la photographie dès 1889. Le support est plus grand que les films Edison ou Lumière, de 58 mm de large, mais ne comporte aucune perforation. Il est conduit dans l’appareil de prise de vues au moyen d’un duo de tambours dentés mis en rotation par un système à friction. L’avancée intermittente de la pellicule devant la fenêtre d’impression ou de projection est obtenue par une came battante, c’est-à-dire une came qui actionne une tige (une sorte de "doigt" mécanique) qui appuie sur le film en le déplaçant d’un espace vers le bas, à la sortie de la fenêtre de prise de vues ou de projection où il est tenu pressé, puis remonte pour redescendre en déplaçant le film encore une fois, ainsi de suite.
Ce système extrêmement simple et économique, sera longtemps utilisé dans certains appareils de projection destinés au salon d’une clientèle relativement aisée, mais sera vite abandonné dans les appareils de prise de vues à cause de l’imprécision du déplacement vertical de la pellicule qui génère un pas irrégulier des photogrammes, rendant par la suite des copies de projection défectueuses.